# Alois Hudal

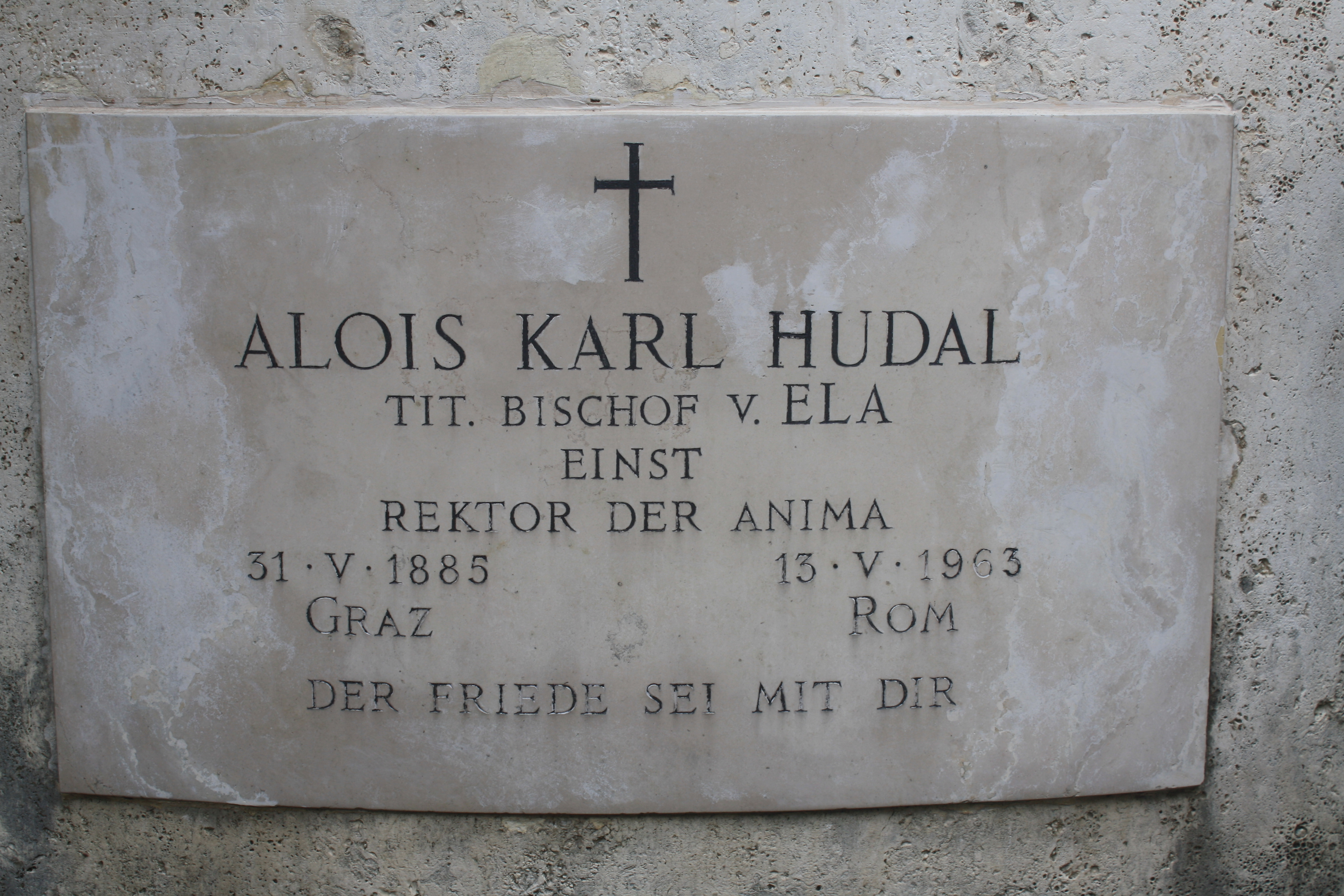
Grabtafel auf dem Campo Santo Teutonico

Alois Karl Hudal (* 31. Mai 1885 in Graz, Österreich-Ungarn; † 13. Mai 1963 in Rom) war ein österreichischer katholischer Theologe, Rektor des deutschen Priesterkollegs Santa Maria dell’Anima und Titularbischof von Aela, Mitglied des antisemitischen Geheimbundes Deutsche Gemeinschaft, sowie seit der Endphase des Zweiten Weltkriegs Fluchthelfer von Nationalsozialisten (siehe: Rattenlinien sowie Stille Hilfe für Kriegsgefangene und Internierte).

## Werdegang

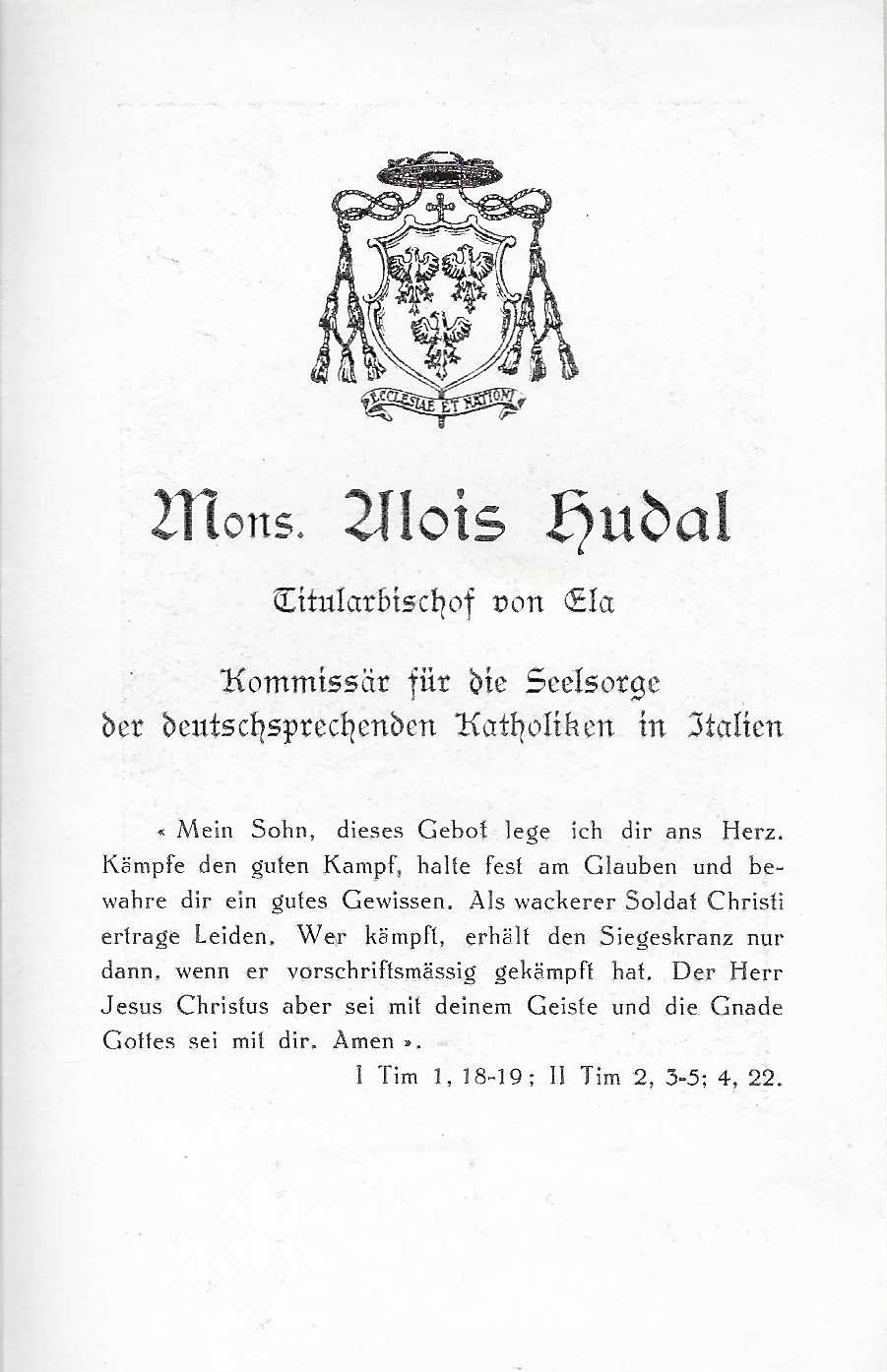
Alois Hudal am Institut Santa Maria dell’Anima als „Kommissär für die Seelsorge der deutschsprachigen Katholiken in Italien“, Blatt von ca. 1940

Hudal studierte von 1904 bis 1908 Theologie in Graz und empfing am 19. Juli 1908 die Priesterweihe. Er wurde 1911 in Graz zum Dr. theol. promoviert und ging anschließend zu Studienzwecken an das deutsche Priesterkolleg Santa Maria dell’Anima nach Rom. Dort erlangte er eine zweite Promotion und die Habilitation auf dem Gebiet des Alten Testamentes. Anschließend befasste sich Hudal intensiv mit den Ostkirchen und sollte auf diesem Gebiet in Wien auch einen Lehrstuhl erhalten, der allerdings nicht eingerichtet wurde. Stattdessen wurde er 1919 außerordentlicher, ab 1923 ordentlicher Professor für Altes Testament in Graz. 1923 wurde Hudal als Koadjutor an das Priesterkolleg Santa Maria dell’Anima berufen, das er in den folgenden Jahren zum geistigen Zentrum der deutschen Geistlichen in Rom auszubauen suchte. 1937 wurde er Rektor. Er lernte dort auch Eugenio Pacelli kennen, den päpstlichen Nuntius für Deutschland und späteren Papst Pius XII., der ihn am 18. Juni 1933 zum Bischof weihte. Er wurde später vom Papst mit dem Ehrentitel „Päpstlicher Thronassistent“ ausgezeichnet. Seine letzte Ruhe fand er auf dem Campo Santo Teutonico in Rom.

## Verhältnis zum Nationalsozialismus
Hudal sah Gemeinsamkeiten in den Zielen des Nationalsozialismus und denen der katholischen Kirche, vor allem in der Wiederherstellung einer antiliberalen Ordnung und entsprechenden Werten sowie in der Abwehr des „Ostbolschewismus“. Er strebte eine Symbiose zwischen Katholizismus und Nationalsozialismus an, was er auch in seinem Hauptwerk Die Grundlagen des Nationalsozialismus (1937) zum Ausdruck brachte. Das Buch, das für Adolf Hitler die Widmung „Dem Führer der deutschen Erhebung [und] Siegfried deutscher Hoffnung und Größe“ enthielt, brachte ihm den Ruf eines „Hoftheologen der Nazis“ ein. Hudal befürwortete darin den Nationalsozialismus, sofern dieser nicht versuche, den Platz des Christentums einzunehmen, und als dogmatische Metaphysik fungiere. Er kritisierte jedoch Alfred Rosenberg, da dieser das Christentum ablehne. Wichtigste ideologische Klammer von Hudals Christentum mit dem Nationalsozialismus war der Antibolschewismus.
Im Zusammenhang der Abstimmung über den Anschluss Österreichs lud Hudal als Rektor des Collegio Teutonico di Santa Maria dell’Anima in Rom für den Ostersonntag (6. April 1938) zu einem feierlichen Te Deum (Dankgottesdienst) in die Kirche Santa Maria dell’Anima ein. Dies wurde ihm von Papst Pius XI. jedoch untersagt (Il Santo Padre si oppone a una tale funzione; dt.: Der Heilige Vater verwahrt sich gegen eine solche Feier). Hudal war außer sich und führte das Verbot auf den „Intriganteneinfluss im Vatikan“ zurück.
In der Folge zeigte sich, dass Hudal mit seiner anschlussfreundlichen Haltung im Vatikan isoliert war und dass sich seine Beziehungen zur Kurie und insbesondere zu Kardinalstaatssekretär Eugenio Pacelli durch diesen sogenannten „Te-Deum-Vorfall“ deutlich abkühlten. So verweigerte der Papst trotz einer an Pacelli gerichteten Intervention Hudals am Tag nach dem untersagten Te Deum den Empfang einer deutschsprachigen Pilgergruppe im Vatikan.
Bereits am 1. April hatte der Vizerektor der Anima, Heinrich Schneider, eine Liste der Teilnehmer an der Volksabstimmung an die deutsche Botschaft beim Heiligen Stuhl gesandt.
Mit einem Sonderzug wurden die deutschen und österreichischen Priesterseminaristen, die an der Anima studierten, am 10. April 1938, dem Tag der Reichstagswahl und der Volksabstimmung, nach Gaeta gebracht. Dort gab es eine extraterritoriale Wahlmöglichkeit an Bord des deutschen Panzerkreuzers Admiral Scheer. Es wird vermutet, dass die Behörden den Abstimmungsort Panzerkreuzer „neutraler“ einstuften als eine ohnehin schon extraterritoriale Botschaft. Bischof Hudal nahm selbst an der Abstimmung teil.
92 % der Abstimmenden auf der Admiral Scheer stimmten für den Anschluss. Jahrzehnte später wurde behauptet, Abstimmende aus dem kirchlichen Milieu und aus den damals in Italien lebenden deutschen und österreichischen Exilanten hätten mehrheitlich gegen den Anschluss gestimmt. Hudal selbst sprach danach wiederholt von der Schande von Gaeta; allerdings vermied er es, in seiner Autobiographie Römische Tagebücher auf diese Episode Bezug zu nehmen.
Die Abstimmung auf der Scheer war eine der Möglichkeiten, welche die NSDAP/AO für die im Ausland lebenden Deutschen organisiert hatte, um an der Reichstagswahl/Volksabstimmung am 10. April 1938 teilzunehmen. Auf deutschen Kriegsschiffen in Gaeta, Palermo, Catania, Messina und Genua nahmen 12.618 Menschen an der Abstimmung teil. Die Admiral Scheer war dabei das größte Schiff. Nicht nur Priesterseminaristen nahmen an der Abstimmung teil, sondern auch deutsche Exilanten. Erich Maria Remarque berichtete, dass seine österreichische Haushälterin abstimmen musste, weil sie sonst keinen Pass mehr bekommen hätte.
Hudals Werk wurde sowohl von der katholischen Kirche als auch von den Nationalsozialisten kritisch aufgenommen. Für seine Arbeit wurde er von Hitler ausdrücklich gelobt. Es wurde behauptet, er habe auch das Goldene Parteiabzeichen der NSDAP erhalten, doch gibt es hierfür keine Nachweise. Gleichzeitig wurde er von radikal kirchenfeindlichen Ideologen des Neuheidentums innerhalb der NSDAP der Unterwanderung und Anbiederung verdächtigt, weil er deren Plänen im Wege stand, die Kirchen nach einem gewonnenen Krieg endgültig auszuschalten. Auch innerhalb der katholischen Kirche machte ihn sein Eintreten für den Brückenschlag zum Nationalsozialismus zu einem Außenseiter, dem daher noch höhere Ämter verwehrt blieben, mit Ausnahme des reinen Ehrentitels eines „päpstlichen Thronassistenten“. Er verlor seine Professur in Graz 1945 nach dem Ende des NS-Regimes, erhielt diese nach Angaben in seiner Autobiographie jedoch nach einem Gerichtsverfahren zurück, allerdings unter der Bedingung, sie nicht auszuüben, und ohne Erwähnung seines Namens im Status der Universität.
Während Wehrmacht und Sicherheitsdienst in Rom die Macht ausübten (September 1943 – Juni 1944), setzte sich Hudal für von den Deutschen Verfolgte ein. Unter anderem versteckte er in der Anima zwei neuseeländische Offiziere, die aus ihrem Gefangenenlager ausgebrochen waren, bis zu ihrer Befreiung am 4. Juni 1944. Einer von ihnen, John Burns, hat in seinen Memoiren Life is a twisted path (Das Leben ist ein gewundener Pfad) darüber anschaulich berichtet.
Nachdem am Morgen des 16. Oktobers 1943 eine groß angelegte Razzia gegen die Juden begonnen hatte, schickte Hudal einen Brief an den deutschen Stadtkommandanten von Rom, General Rainer Stahel, mit der Bitte, die Razzia unverzüglich einzustellen, weil zu befürchten sei, „dass der Papst sonst öffentlich dagegen Stellung nehmen wird“. Trotzdem wurde die Razzia wahrscheinlich planmäßig gegen 14 Uhr vom SD beendet. Die Zahl der verhafteten Juden lag aber mit 1000 weit unter den von Hitler befohlenen 8000. Stahel soll sich, wie Hudal nach dem Krieg schrieb, mit Himmler in Verbindung gesetzt und bei diesem erreicht haben, dass „mit Rücksicht auf den besonderen Charakter Roms diese Verhaftungen sofort einzustellen sind“. Wie zuverlässig diese Angabe ist, bedarf weiterer Forschungen.
Einige Historiker argumentierten, dass Hudals Brief nicht von ihm selbst, sondern vom deutschen Botschafter beim Vatikan Ernst v. Weizsäcker angeregt und von deutschen Diplomaten geschrieben worden sei, und dass Hudal nur gebeten wurde, ihn zu unterzeichnen. Diese Darstellung wird zum einen widerlegt durch Hudals Angabe in seinen Memoiren, dass der Neffe von Papst Pius XII., Carlo Pacelli, ihn aufgesucht und den Brief angeregt habe, zum anderen dadurch, dass Rainer Decker den originalen, mit der Maschine geschriebenen Entwurf des Briefes in Hudals Nachlass fand.  Der Entwurf, der viel länger als der nach Berlin übermittelte Auszug ist, enthält Hudals handschriftliche Korrekturen sowie in der Einleitung Grüße an Stahel, wobei er an ihren gemeinsamen Bekannten, einen Rittmeister Diemert, erinnert, und eine Bemerkung, wonach, wie schon im März besprochen, Deutschland die guten Dienste des Vatikans in der nahen Zukunft brauchen könnte.  Diese Einzelheiten können Weizsäcker und die anderen Diplomaten nicht gekannt haben. Daher besteht wenig Zweifel, dass der Brief von Hudal selbst und keinem anderen verfasst und dass er durch einen Besuch des Papstneffen Carlo Pacelli am Morgen des 16. Oktober 1943 veranlasst wurde.
Nach Ende des Krieges betätigte er sich als Fluchthelfer für Nationalsozialisten, unter anderem für Franz Stangl, und bezeichnete diese Aktionen als „caritativen Akt der Nächstenliebe“. Im März 1948 erstellte er ein Merkblatt für Auswanderer mit wichtigen Hinweisen auf Unterstützungsmöglichkeiten durch die katholische Kirche. Hudal stellte die wegen ihrer Verbrechen in der NS-Zeit Verfolgten so dar, als seien sie politisch Verfolgte gewesen, die „vielfach persönlich ganz schuldlos, nur die ausführenden Organe der Befehle ihnen übergeordneter Stellen und so Sühneopfer für große Fehlentwicklungen des Systems waren“. Darüber hinaus betonte Hudal immer wieder den Nutzen der SS-Männer als erfahrene Kämpfer gegen den „antichristlichen Bolschewismus“.
Die als Rattenlinie bekannt gewordene Fluchtroute nach Südamerika und in den Nahen Osten wurde von Hudal gemeinsam mit Krunoslav Draganović geführt. Unterstützung erhielten sie von Seiten des Roten Kreuzes und der Caritas, wie auch von Giuseppe Siri, dem Erzbischof von Genua. Daneben arbeitete Hudal auch eng mit dem deutschen Unterstützerverein Stille Hilfe von Helene Elisabeth von Isenburg zusammen, der sowohl von Vertretern der evangelischen (Bischof Theophil Wurm) als auch der katholischen (Weihbischof Johannes Neuhäusler) Kirche unterstützt wurde.
Für die in Buenos Aires herausgegebene deutsche Emigrantenzeitschrift Der Weg, in der viele geflüchtete NS-Täter (Johann von Leers, Gerhard Bohne) aktiv waren, schrieb Hudal Artikel.
Die Kenntnisse über diese Vorgänge reichten bis in die höchsten Ebenen europäischer Nachkriegspolitik, vor allem im Bereich der konservativen Parteien Österreichs, Deutschlands und Italiens.
Zeitweise wurde ihm sogar nachgesagt, er habe Martin Bormann zur Flucht nach Südamerika verholfen, was sich aber als falsch erwies.
1962 schrieb Hudal über seine Tätigkeiten: „Alle diese Erfahrungen haben mich veranlaßt, nach 1945 meine ganze karitative Arbeit in erster Linie den früheren Angehörigen des Nationalsozialismus und Faschismus, besonders den sogenannten Kriegsverbrechern zu weihen, die von Kommunisten und ‚christlichen‘ Demokraten verfolgt wurden. … Hier zu helfen, manchen zu retten, ohne opportunistische und berechnende Rücksichten, selbstlos und tapfer, war in diesen Zeiten die selbstverständliche Forderung eines wahren Christentums, das keinen Talmudhaß, sondern nur Liebe, Güte und Verzeihung kennt …“
Erst nach Druck seitens des Vatikans trat Hudal 1952 als Rektor des deutschen Priesterkollegs zurück, arbeitete jedoch noch bis Ende 1953 als theologischer Gutachter für das Heilige Offizium (die spätere Kongregation für die Glaubenslehre), bis er diese Tätigkeit, in einem verbitterten Abschiedsbrief an Papst Pius XII. dokumentiert, aus eigenem Entschluss aufgab. Er starb am 19. Mai 1963 in Rom. In seinen postum erschienenen Memoiren lehnt er zwar den Nationalsozialismus in seiner historisch konkreten Ausprägung ab, bleibt aber immer noch bei seiner Idee der Verbindung von Christentum, Nationalismus und Sozialismus (im Sinne einer christlichen Soziallehre) als Idee und bei einem klaren Antikommunismus.
Er wurde auf dem Campo Santo Teutonico in Rom begraben, wo bereits seine Mutter Maria Hudal-Wieser beigesetzt worden war.

## Forschung
Die Öffnung des Hudal-Archivs des Priesterkollegs Collegio Teutonico di Santa Maria dell’Anima im Herbst 2006 war Impuls, sich mit der Person Hudal eingehender zu beschäftigen. Ein Symposion von Historikern aus diesem Anlass brachte kein einheitliches Bild. So wurde neben den bekannten Vorwürfen auch erwähnt, dass Hudal bis 1945 Kontakte mit der italienischen Resistenza gepflegt und Juden vor der Deportation gerettet habe.
Johan Ickx, der Archivar des Collegio Teutonico di Santa Maria dell’Anima, äußerte anlässlich der Sichtung des Nachlasses Hudals, dass dessen angebliche Mitgliedschaft in der NSDAP ebenso eine Erfindung sei wie dessen konkrete Hilfe bei der Flucht Adolf Eichmanns. Hudal selbst sei aber an diesem Verdacht insofern nicht unschuldig, als er in seinen Memoiren bestätigte, „sogenannten Kriegsverbrechern“ geholfen zu haben.
Laut der Katholischen Nachrichtenagentur vom 11. Oktober 2006 werfen die neuen Funde „ein etwas milderes Licht auf die auch in Kirchenkreisen als ziemlich finster angesehene Gestalt Hudals“. Eine „Reinwaschung“ des „braunen Bischofs“ werde dabei nicht herauskommen können, da die „Widersprüche und Fehler in seinem Denken zu eklatant“ seien. Zwar seien pauschale Verurteilungen nicht mehr zulässig, doch dürfe „Hudal nun ebenso wenig zum unverstandenen Märtyrer einer aussichtslosen, aber edlen Sache hochstilisiert werden“.
Im Werk Die Kirchen und der Nationalsozialismus des Historikers Olaf Blaschke wird Hudal als „bekanntester Fluchthelfer“ unter den katholischen Würdenträgern bezeichnet und in diesem Zusammenhang neben der Fluchthilfe für Verbrecher des kroatischen Ustaša-Regimes auch eine Unterstützung der Flucht von Adolf Eichmann, Josef Mengele, Walter Rauff, Klaus Barbie, Erich Priebke und Erich Müller genannt. Hudal habe diese von ihm als „sogenannte Kriegsverbrecher“ bezeichneten Personen als erfahrene Kämpfer gegen den Bolschewismus geschätzt und seine Hilfsaktion als Akt karitativer Nächstenliebe gedeutet.
2020 wurde in einem Buch über das Leben des SS-Gruppenführers Otto Wächter publiziert, dass Alois Hudal in der Zeit um 1949/50 für einen amerikanischen Geheimdienst, das Counter Intelligence Corps CIC gearbeitet habe und vier Jahre lang monatlich 50 US-Dollar in bar erhalten habe.

## Publikationen
- Die Grundlagen des Nationalsozialismus. Eine ideengeschichtliche Untersuchung. Johannes Günther Verlag, Leipzig/Wien 1937, Reprint Faksimile-Verlag, Bremen 1982.
- Römische Tagebücher. Leopold Stocker Verlag, Graz/Stuttgart 1976, ISBN 3-7020-0242-1.